# Tassi Attila
Tassi Attila (Budapest, 1999. június 14. –) magyar autóversenyző. Pályafutása kezdetén a SEAT León Európa-kupában és a magyar Suzuki kupában versenyzett. 2017-ben a TCR nemzetközi sorozatban egyéni második lett, csapata a M1RA pedig megnyerte a konstruktőri bajnokságot. 2018-ban negyedik lett a TCR Európa-kupán a Hell Energy Racing színeiben. 2019-től egészen 2022-ig a túraautó-világkupa mezőnyének tagja volt, a Honda gyári pilótájaként.

## Pályafutása

### A kezdetek
Tassi Attila kiskorában több éven át jégkorongozott, majd BMX-ezett is, ám az utóbbi szakágban elszenvedett egy súlyos, koponyaalapi töréssel járó balesetet, így sportágat váltott. A BMX-ről a gokartozásra váltott, ám két hazai verseny megnyerését követően újabb kihívás után nézett.
Ekkor, 2012-ben jött képbe az autóversenyzés világa. Ahogyan sokan mások Magyarországon, karrierjét a magyar Suzuki Swift kupában kezdte meg, ahol 2014-ben a harmadik, 2015-ben pedig a hatodik helyen zárta az összetettet.
2015-ben a B3 Racing-nek köszönhetően lehetősége adódott arra, hogy a szezon utolsó három fordulóján (Nürburg, Monza, Barcelona) kipróbálja meg a SEAT León Európa-kupában. Pontot ugyan nem szerzett, de a TOP10-be kétszer is befért - ezzel a 25. lett az összetettben úgy, hogy az idény folyamán összesen 45-en álltak rajthoz legalább egyszer.

### TCR nemzetközi sorozat

#### Debütálás a nemzetközi mezőnyben a B3 Racing színeiben (2016)
2016-ban nemzetközi sorozatban indult Tassi, ugyanis a három SEAT León-t nevező B3 Racing lehetőséget biztosított ahhoz, a TCR nemzetközi sorozatban versenyezzen, Mat'o Homola és Dusan Borkovic csapattársaként. A szezon első három hétvégéje a műszaki hibák és a különféle incidensek miatt nem alakult valami jól, de a szezon hátralevő 14 versenyéből tízet pontszerző pozícióban zárt, az oroszországi második futamon fel is állhatott a dobogó harmadik fokára. A pontversenyben végül 11. lett, 68 egységgel.

#### A M1RA-nál (2017)
2017. március 20-án bejelentették, hogy Tassi a TCR-pályafutását a WTCC-pilóta, Michelisz Norbert újonnan alapított csapatánál, a M1RA-nál fogja folytatni egy rutinos olasz versenyző, Roberto Colciago csapattársaként.
A 18 éves magyar pilóta már a grúziai szezonnyitón dobogóra tudott állni, majd ezt a bravúrt meg tudta ismételni Spában, Monzában és Ausztriában is. A szezon hatodik állomásán, a Hungaroringen pedig megszerezte pályafutása első és. A jól sikerült hazai hétvégét azonban egy kevésbé szerencsés németországi hétvége követte, amelyen nullázott.
A 2017-es TCR sorozatot a bajnokság 2. helyén zárta.

### TCR Európa-kupa és WTCR

#### A Hell Energy Racing-nél (2018)
2018-ban, miután a WTCC és a TCR által összeolvadt Túraautó-világkupa (WTCR) elindult, Attila új sorozatban folytatta pályafutását. A TCR Európa-kupa néven indult sorozat első szezonja volt a 2018-as. Sokáig nem dőlt el, mi lesz Attila sorsa, ám 2018 márciusában hivatalossá vált, hogy továbbra is a HELL támogatásával versenyez majd. Az idényben a  Hell Energy Racing KCMG csapatával indult Josh Files csapattársaként. A bajnokságban 4. lett, ötször végzett dobogón és két győzelmet szerzett. Ebben a szezonban korábbi csapattársa, Michelisz Norbert ellen is versenyzett. Míg a nyáron a TCR Európa-kupa szünetelt, Attila többek közt szimulátorozással tartotta formában magát a következő megmérettetésre készülve.
A WTCR-ben is rajthoz állt a magyarországi három versenyen szabad kártyás versenyzőként.

### WTCR
A 2019-es szezonban már a túraautó-világkupa-sorozat mezőnyének állandó tagjaként versenyzett a Honda gyári csapatában, a Hell Energy támogatásával.

## Eredményei

### Teljes TCR nemzetközi sorozat eredménylistája
| Év   | Csapat                 | Autó                   | 1   | 1   | 2   | 2   | 3   | 3   | 4   | 4   | 5   | 5   | 6   | 6   | 7   | 7   | 8   | 8   | 9   | 9   | 10  | 10  | 11  | 11  | Helyezés | Pont |
| 2016 | B3 Racing Team Hungary | SEAT León TCR          | BHR | BHR | POR | POR | BEL | BEL | ITA | ITA | AUT | AUT | GER | GER | RUS | RUS | THA | THA | SIN | SIN | MAL | MAL | MAC | MAC | 11.      | 68   |
| ---- | ---------------------- | ---------------------- | --- | --- | --- | --- | --- | --- | --- | --- | --- | --- | --- | --- | --- | --- | --- | --- | --- | --- | --- | --- | --- | --- | -------- | ---- |
| 2016 | B3 Racing Team Hungary | SEAT León TCR          | Ni  | Ni  | 14  | 13  | 16† | 15  | 7   | 7   | 6   | 8   | Kiz | 7   | 10  | 3   | 8   | 6   | 9   | 17† | 7   | 9   | 20  | Ki  | 11.      | 68   |
| 2017 | M1RA                   | Honda Civic Type R TCR | GEO | GEO | BHR | BHR | BEL | BEL | ITA | ITA | AUT | AUT | HUN | HUN | GER | GER | THA | THA | CHN | CHN | UAE | UAE |     |     | 2.       | 197  |
| 2017 | M1RA                   | Honda Civic Type R TCR | 5²  | 2   | 12  | 8   | 3   | 9   | 2³  | 9   | 94  | 2   | 1³  | 1   | Kiz | 11† | 35  | 4   | 11  | 9   | 5   | 12  |     |     | 2.       | 197  |

† A versenyt nem fejezte be, de helyezését értékelték, mert a versenytáv több, mint 75%-át teljesítette.

### Teljes TCR Európa-kupa eredménysorozata
| Ki | 6 | 23 | 3 | 17 | Ki | Ki2 | 4 | 5 | 1 | 53 | 3 | 1 | Ki |

† A versenyt nem fejezte be, de helyezését értékelték, mert a versenytáv több, mint 75%-át teljesítette.

### Teljes WTCR-es eredménysorozata
| Év   | Csapat                                | Autó                         | 1   | 1   | 1   | 2   | 2   | 2   | 3   | 3   | 3   | 4   | 4   | 4   | 5   | 5   | 5   | 6   | 6   | 6   | 7   | 7   | 7   | 8   | 8   | 8   | 9   | 9   | 9   | 10  | 10  | 10  | Helyezés | Pont |
| 2018 | Hell Energy Racing-KCMG               | Honda Civic Type R TCR       | MAR | MAR | MAR | HUN | HUN | HUN | GER | GER | GER | NED | NED | NED | POR | POR | POR | SVK | SVK | SVK | CHN | CHN | CHN | WUH | WUH | WUH | JPN | JPN | JPN | MAC | MAC | MAC | 36.      | 0    |
| ---- | ------------------------------------- | ---------------------------- | --- | --- | --- | --- | --- | --- | --- | --- | --- | --- | --- | --- | --- | --- | --- | --- | --- | --- | --- | --- | --- | --- | --- | --- | --- | --- | --- | --- | --- | --- | -------- | ---- |
| 2018 | Hell Energy Racing-KCMG               | Honda Civic Type R TCR       |     |     |     | 19  | 18  | 15  |     |     |     |     |     |     |     |     |     |     |     |     |     |     |     |     |     |     |     |     |     |     |     |     | 36.      | 0    |
| 2019 | Hell Energy Racing-KCMG               | Honda Civic Type R TCR       | MAR | MAR | MAR | HUN | HUN | HUN | SVK | SVK | SVK | NED | NED | NED | GER | GER | GER | POR | POR | POR | CHN | CHN | CHN | JPN | JPN | JPN | MAC | MAC | MAC | MAL | MAL | MAL | 24.      | 56   |
| 2019 | Hell Energy Racing-KCMG               | Honda Civic Type R TCR       | 19  | 20  | 11  | 15  | 8   | 14  | 18  | Ki  | 25  | Kiz | Ki  | 22  | 20  | 4   | Ki  | 21  | 11  | Ki1 | 23  | 6   | 13  | 21  | 24  | 16  | 18  | 22† | 16  | 13  | 28† | Ni  | 24.      | 56   |
|      |                                       |                              | 1   | 1   | 2   | 2   | 3   | 3   | 3   | 4   | 4   | 4   | 5   | 5   | 5   | 6   | 6   | 6   |     |     |     |     |     |     |     |     |     |     |     |     |     |     |          |      |
| 2020 | ALL-INKL.DE Münnich Motorsport        | Honda Civic Type R TCR (FK8) | BEL | BEL | GER | GER | SVK | SVK | SVK | HUN | HUN | HUN | ESP | ESP | ESP | ARA | ARA | ARA |     |     |     |     |     |     |     |     |     |     |     |     |     |     | 12.      | 100  |
| 2020 | ALL-INKL.DE Münnich Motorsport        | Honda Civic Type R TCR (FK8) | 3   | 20  | Ki  | 3   | 11  | Ki  | Ni  | 5   | 8   | 62  | 17  | 13  | Ki  | 10  | 8   | 10  |     |     |     |     |     |     |     |     |     |     |     |     |     |     | 12.      | 100  |
|      |                                       |                              | 1   | 1   | 2   | 2   | 3   | 3   | 4   | 4   | 5   | 5   | 6   | 6   | 7   | 7   | 8   | 8   | 9   | 9   |     |     |     |     |     |     |     |     |     |     |     |     |          |      |
| 2021 | ALL-INKL.DE Münnich Motorsport        | Honda Civic Type R TCR (FK8) | GER | GER | POR | POR | ESP | ESP | HUN | HUN | CZE | CZE | FRA | FRA | ITA | ITA | RUS | RUS |     |     |     |     |     |     |     |     |     |     |     |     |     |     | 14.      | 96   |
| 2021 | ALL-INKL.DE Münnich Motorsport        | Honda Civic Type R TCR (FK8) | 12  | 4   | 72  | 15  | 17  | 15  | 13  | 10  | Ki  | Ki  | 12  | 16  | 16  | 12  | 7   | 4   |     |     |     |     |     |     |     |     |     |     |     |     |     |     | 14.      | 96   |
| 2022 | Engstler Honda Liqui Moly Racing Team | Honda Civic Type R TCR (FK8) | FRA | FRA | GER | GER | HUN | HUN | ESP | ESP | POR | POR | ITA | ITA | ALS | ALS | BHR | BHR | KSA | KSA |     |     |     |     |     |     |     |     |     |     |     |     | 13.      | 83   |
| 2022 | Engstler Honda Liqui Moly Racing Team | Honda Civic Type R TCR (FK8) | 17  | 13  | T   | T   | 14  | 14  | Ki  | 13  | 9   | 2   | 5   | 8   | Ki  | 9   | 96  | Ki  | 14  | Ki  |     |     |     |     |     |     |     |     |     |     |     |     | 13.      | 83   |

† A versenyt nem fejezte be, de helyezését értékelték, mert a versenytáv több, mint 75%-át teljesítette.